# Mizengo Pinda

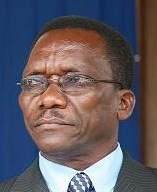
Mizengo Pinda, prim-ministru al Tanzaniei din anul 2008.

Mizengo Pinda (n. 12 august 1948) este un politician din Tanzania care este prim-ministrul acestui stat din 9 februarie 2008. A fost născut în regiunea Rukwa. Are o diplomă în drept de la Universitatea din Dar el Salaam obținută în 1974.